# المكانسة
المكناسة (باللهجة المغاربية: امكانسة)؛ هي قرية مغربية شمال المملكة. تنتمي المكناسة لإقليم تاونات الجبلي. تضم هذه القرية 22.705 نسمة (إحصاء 2004).